# Чемпионат СССР по самбо 1991
45-й чемпионат СССР по самбо проходил в Минске с 4 по 19 июля 1991 года. Чемпионат стал последним соревнованием такого рода по причине распада СССР.

## Медалисты
| Весовая категория              | Золото                        | Серебро                         | Бронза                                                 |
| ------------------------------ | ----------------------------- | ------------------------------- | ------------------------------------------------------ |
| Наилегчайший вес (до 48 кг)    | Джейхун Мамедов Баку          | Николай Цыпандин Минск          | Николай Сапаргалиев Джамбул                            |
| Легчайший вес (до 52 кг)       | Мушвиг Джафаров Баку          | Айбатыр Махмутов Алма-Ата       | Игорь Пескарёв Ташкент Альверт Миргалаулов Краснокамск |
| Полулёгкий вес (до 57 кг)      | Алексей Архипов Кстово        | А. Хачатрян Алма-Ата            | Ильдус Габдулхаков Чайковский Овик Манукян Кировакан   |
| Лёгкий вес (до 62 кг)          | Александр Аксёнов Владивосток | Юрий Игнатенко Курган           | Асылбек Шантеков Павлодар Юрий Колиев Минск            |
| 1-й полусредний вес (до 68 кг) | Владимир Япринцев Минск       | Феруз Агзамов Ташкент           | Олег Лаврентьев Курган Гагик Казарян Кировокан         |
| 2-й полусредний вес (до 74 кг) | Евгений Посадсков Москва      | Сергей Волобуев Джамбул         | Вадим Усов Кстово Николай Игрушкин Кстово              |
| 1-й средний вес (до 82 кг)     | Гусейн Хайбулаев Краснодар    | Александр Сидоров Москва        | Павел Фунтиков Москва                                  |
| 2-й средний вес (до 90 кг)     | Вячеслав Елистратов Барнаул   | Дмитрий Божко Минск             | Александр Дунаев Кстово Игорь Сидоркевич               |
| Полутяжёлый вес (до 100 кг)    | Эдуард Грамс Минск            | Мирза-Улугбек Шамирзаев Ташкент |                                                        |
| Тяжёлый вес (свыше 100 кг)     | Владимир Емельянов Минск      |                                 | Владимир Грузнов Смоленск Андрей Копылов Свердловск    |